# Elternpaarpfeiler

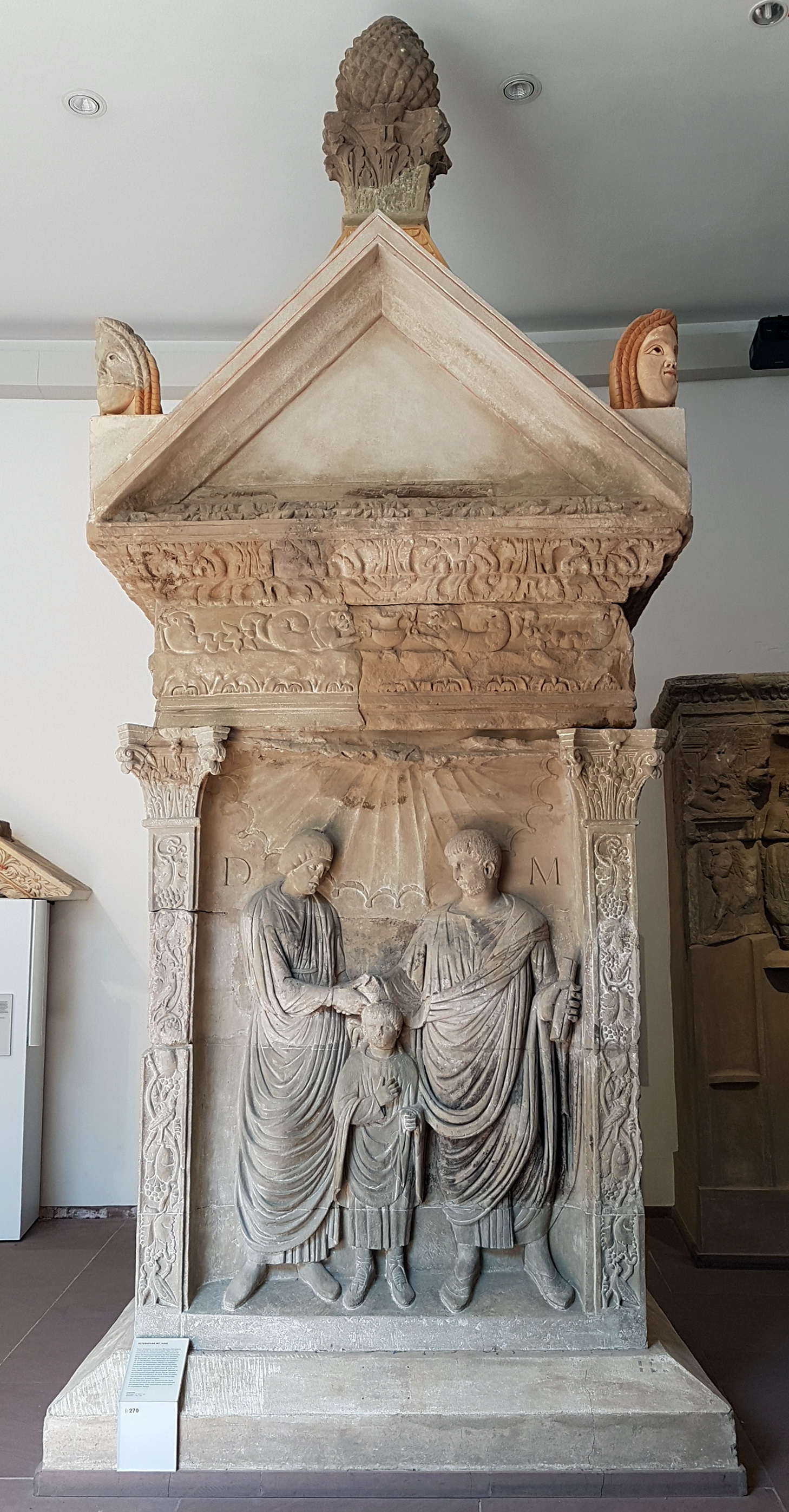
Frontseite

Beim sogenannten Elternpaarpfeiler handelt es sich um ein römisches Grabdenkmal aus der ersten Hälfte des 3. Jahrhunderts, wahrscheinlich um 215–220, das in Neumagen an der Mosel gefunden wurde.
Das Grabmal wurde 1877 und 1884 in den Fundamenten der Mauer der spätantiken Befestigung von Noviomagus in einzelnen Blöcken wiederverwendet entdeckt und konnte großteils rekonstruiert werden. Es steht heute im Rheinischen Landesmuseum Trier (Inventarnummer 9933).

## Beschreibung
Das Grabmal gehört zum Typ der Pfeilergräber bzw. Grabpfeiler und wurde aus Sandstein gefertigt. Der ehemals vorhandene Sockel, auf dem sich wahrscheinlich die Inschrift befand, die die Grabinhaber nannte, fehlt, ebenso der nur noch in Ansätzen vorhandene Aufbau mit Giebel und pyramidenförmigem Dach.
Der Hauptteil besteht aus einer Aedicula, die auf allen vier Seiten dekoriert ist. Auf der Vorderseite steht in einer mit einem muschelförmigen Baldachin abgeschlossenen Nische ein Ehepaar, dass sich über einem zwischen ihnen stehen Knaben die rechte Hand reicht. Zu den Seiten befinden sich die Buchstaben D M (für Dis Manibus). Die beiden Seiten zeigen je zwei Bilderfelder übereinander. Die rechte Nebenseite zeigt Bilder aus dem Leben des Mannes: oben die Rückkehr von der Jagd, unten eine Zinszahlung. Von der linken Nebenseite mit Bildern aus dem Leben der Frau ist nur das obere Bildfeld erhalten, es zeigt eine Toiletten- oder Frisierszene. Die Rückseite ist nur ornamental dekoriert, sie zeigt Diagonalbänder, die Zwickel sind mit Blättern gefüllt. In den Bildfeldern haben sich geringe Reste der ehemaligen Bemalung erhalten.
Die Bilder stehen für das Leben und den Wohlstand der auftraggebenden Familie. Auf der Frontseite ist das verstorbene Ehepaar mit seinem Sohn zu sehen, auf den Nebenseiten Bilder auf dem Leben des Hausherrn bzw. der Hausherrin.

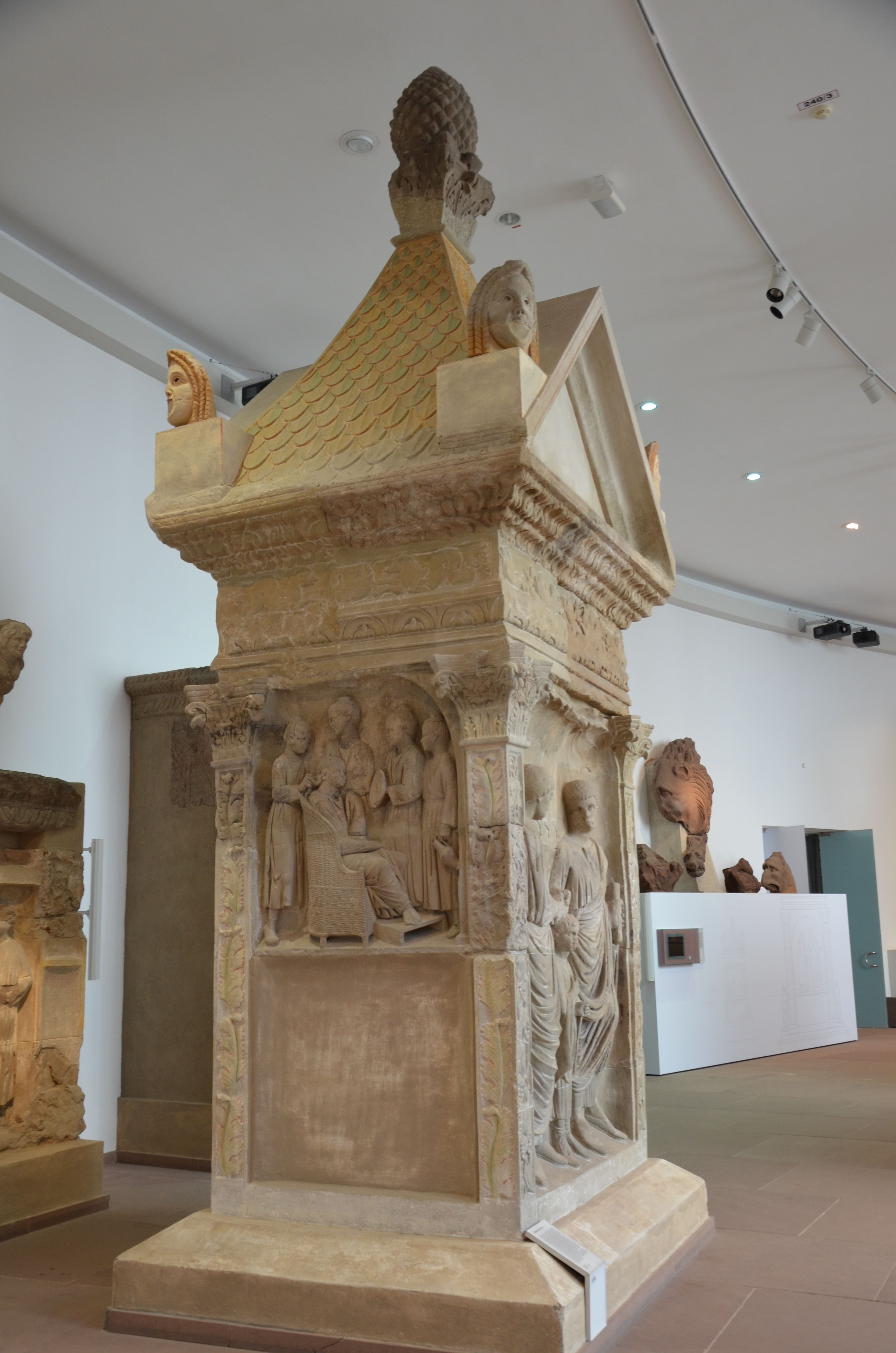
Linke Nebenseite
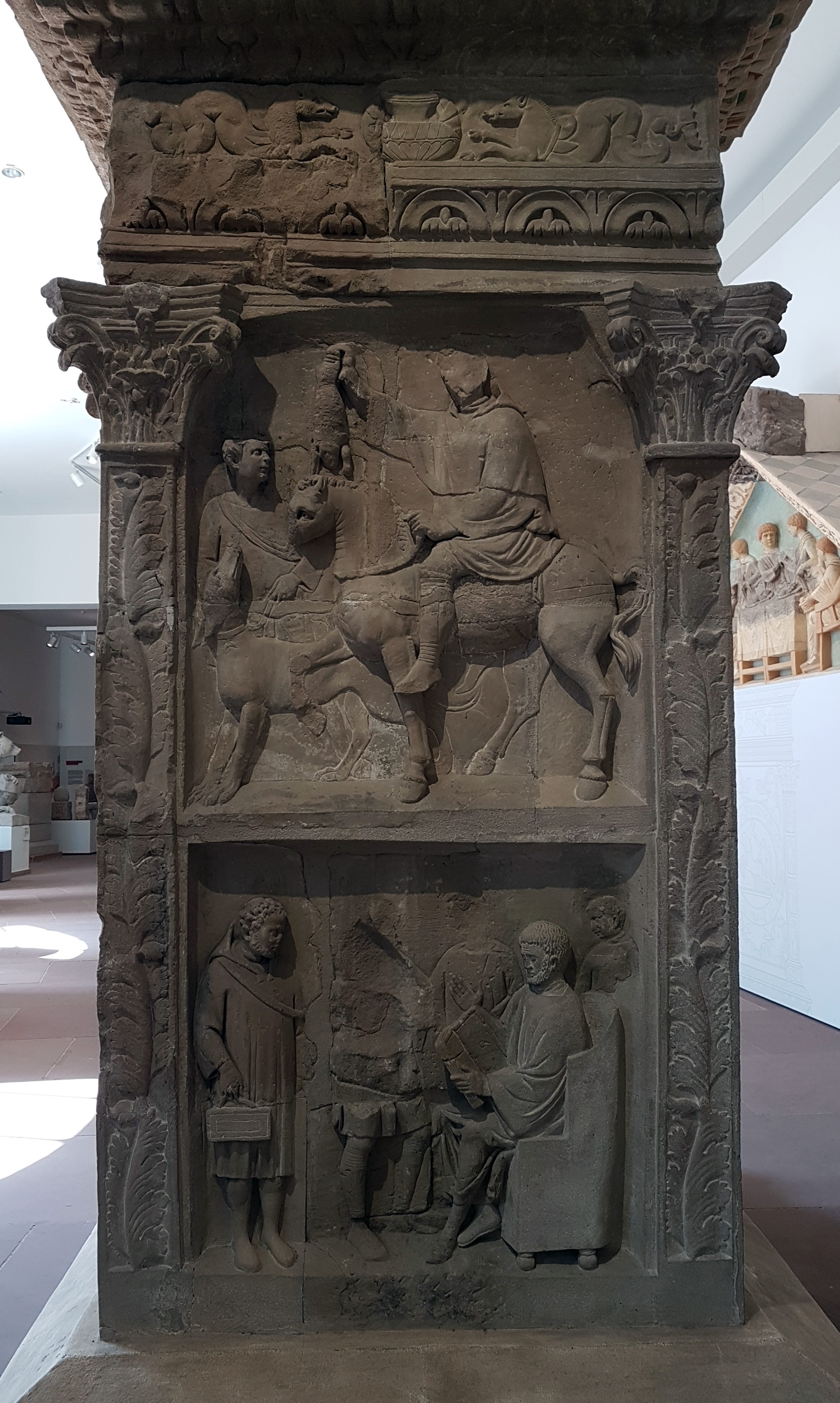
Rechte Nebenseite